# Mercato rialzista e mercato ribassista

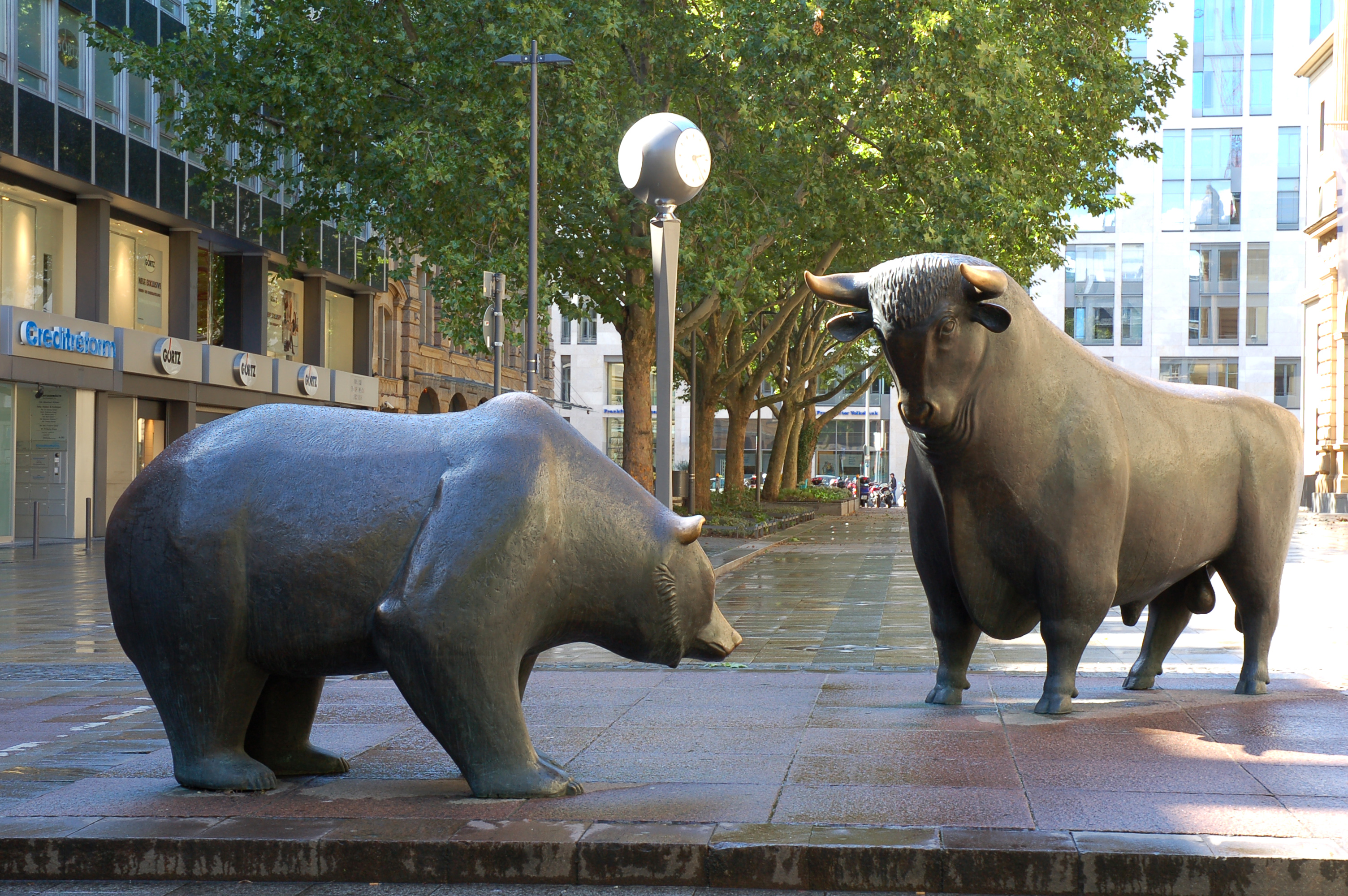
Il toro e l'orso di fronte al Frankfurt Stock Exchange

I termini mercato rialzista (in inglese bull market) e mercato ribassista (bear market) indicano situazioni in cui il mercato azionario segue un determinato andamento per un certo periodo.
Quando un mercato ha una tendenza al rialzo, si dice che il mercato è toro, quando invece tende al ribasso, si dice che è orso.
Se il mercato ha un ribasso del 20% dal picco precedente (record), per il gergo finanziario vuol dire "entrare" in un mercato ribassista; si tratta di un livello molto importante perché per il mondo degli investitori segna la linea di demarcazione tra una correzione (10%) fisiologica — e a volte per certi versi anche sana — e l’ingresso nel cosiddetto mercato orso, l’opposto del toro. Non è una conferma, perché il mercato può avere recuperi repentini (rally al rialzo) e invalidare la teoria di essere in un possibile mercato ribassista a lungo termine.
Bull e bear, il toro e l'orso, sono da sempre i simboli del buon andamento (il toro: bull) o del cattivo andamento (l'orso: bear) dei titoli azionari.
L'origine del termine inglese deriva dai movimenti tipici dei due animali: "Bull Market" significa che il mercato va su e quindi viene paragonato all'incornata del toro (che è, appunto, un movimento dal basso verso l'alto), mentre "Bear Market" vuol dire che il mercato scende e quindi somiglia alla zampata di un orso (dall'alto verso il basso).

## Origine dei termini
Non è sicuro quale sia stata l'origine e il primo utilizzo del termini «Orso» e «Toro» in gergo finanziario. Probabilmente il termine «Toro» (mercato rialzista) deriva della nascita della borsa nelle Fiandre (lo stesso termine “Borsa” deriva dalla famiglia Van der Burse), a causa dei termini monosillabici utilizzati dai compratori: quello associato al toro sarebbe stato molto vicino al verso dell’animale.
Secondo altre interpretazioni, il termine «Orso» (mercato ribassista) dalla consuetudine dei venditori di pelli d’orso che, storicamente, compravano dai cacciatori le pelli a prezzi fissi e quindi guadagnavano quando si registrava un calo del valore delle pelli vendute dai cacciatori (quando, cioè, il mercato andava "giù"), in quanto la differenza tra il loro valore di acquisto e quello di vendita cresceva e con essa il profitto del commerciante (l'espressione anglosassone «Non vendere la pelle dell’orso prima di averlo ucciso” deve probabilmente a questo sistema la propria origine).
Il termine «Orso» in questo senso era utilizzato anche in The Anatomy of Change Alley, romanzo di Daniel Defoe del 1719 nel quale si afferma: “Those who buy Exchange Alley Bargains are styled buyers of Bear-skins” (letteralmente «gli acquirenti del mercato di Alley sono una sorta di ‘venditori di pelli d’orso’», ossia speculatori), con il riferimento dunque ancora all’acquisto speculativo nei momenti di ribasso del mercato per l’Exchange Alley, un mercato in un vicolo di Londra dove al tempo si trovava di tutto.
L’espressione «Orso» per fare riferimento a un mercato ribassista e quindi potenzialmente speculativo raggiunse però la popolarità con la bolla della South Sea Company, una compagnia fondata nel 1711 che aveva siglato con la Corona inglese un accordo per l’acquisto del debito di guerra britannico (10 milioni di sterline al tempo) in cambio di un interesse annuo ottenuto dallo Stato del 6% e del monopolio del commercio con le colonie spagnole nel Sudamerica. La compagnia prese ad emettere di continuo azioni a prezzi crescenti, di conseguenza quello che si definirebbe oggi il rapporto utile per azione cominciò a calare fino al crack che travolse anche gli investimenti dello scienziato Isaac Newton che nel 1720 perse così 20.000 sterline (allora i risparmi di una vita) e lamentò: «Posso calcolare i movimenti delle stelle, ma non la follia degli uomini».